# Karl Kamb
Karl Walter Kamb (né le 15 juin 1903 et mort le 1er février 1988) est un scénariste américain.

## Filmographie
- 1938 : The Wrong Way Out
- 1939 : While America Sleeps
- 1939 : Help Wanted
- 1939 : Drunk Driving
- 1941 : Main Street on the March!
- 1942 : The Greatest Gift
- 1943 : Plan for Destruction
- 1945 : Main Street After Dark
- 1945 : Oublions le passé (Pardon My Past) de Leslie Fenton
- 1947 : Carnegie Hall
- 1948 : Sanglante Aventure (Pitfall) de André de Toth
- 1948 : Amour en croisière (Luxury Liner)
- 1948 : Smith le taciturne (Whispering Smith)
- 1950 : Le Kid du Texas (The Kid from Texas) de Kurt Neumann
- 1951 : La Ronde des étoiles (Starlift) de Roy Del Ruth
- 1952 : The Captive City
- 1953 : Tarzan et la diablesse (Tarzan and the She-Devil)